# Campeonato Neerlandés de Fútbol 1936-37
El Campeonato Neerlandés de Fútbol 1936/37 fue la 49.ª edición del campeonato de fútbol de los Países Bajos. Participaron 50 equipos divididos en cinco divisiones. El campeón nacional sería determinado por un grupo final formado con los ganadores de las divisiones de fútbol del este, norte, sur y dos del oeste. AFC Ajax ganó el campeonato de este año.

## Nuevos participantes
Eerste Klasse Este:
- Promovido desde la 2ª división: NEC Nijmegen

Eerste Klasse Oeste-I:
- Trasladado desde Oeste-II: DHC Delft, DFC, SBV Excelsior, Sparta Rotterdam y Stormvogels
- Promovido desde la 2ª división: CVV Mercurius

Eerste Klasse Oeste-II:
- Trasladado desde Oeste-I: HFC Haarlem, HBS Craeyenhout, Hermes DVS, KFC, Sparta Rotterdam y VSV

## Divisiones

### Eerste Klasse Este
| Pos | Equipo          | PJ | PG | PE | PP | GF | GC | Pts | DG  | Notas                                     |
| --- | --------------- | -- | -- | -- | -- | -- | -- | --- | --- | ----------------------------------------- |
| 1   | Go Ahead        | 18 | 14 | 2  | 2  | 44 | 21 | 30  | +23 | Clasificado al grupo final por el título. |
| 2   | Heracles        | 18 | 11 | 4  | 3  | 47 | 21 | 26  | +26 |                                           |
| 3   | AGOVV Apeldoorn | 18 | 10 | 3  | 5  | 36 | 22 | 23  | +14 |                                           |
| 4   | SC Enschede     | 18 | 7  | 3  | 8  | 39 | 38 | 17  | +1  |                                           |
| 5   | HVV Tubantia    | 18 | 7  | 3  | 8  | 36 | 42 | 17  | -6  |                                           |
| 6   | FC Wageningen   | 18 | 6  | 4  | 8  | 34 | 35 | 16  | -1  |                                           |
| 7   | PEC Zwolle      | 18 | 7  | 1  | 10 | 40 | 41 | 15  | -1  |                                           |
| 8   | ZAC             | 18 | 7  | 1  | 10 | 44 | 56 | 15  | -12 |                                           |
| 9   | NEC Nijmegen    | 18 | 5  | 4  | 9  | 27 | 37 | 14  | -10 |                                           |
| 10  | Enschedese Boys | 18 | 3  | 1  | 14 | 25 | 59 | 7   | -34 | Descendido a la segunda división.         |

PJ = Partidos jugados; PG = Partidos ganados; PE = Partidos empatados; PP = Partidos perdidos; GF = Goles a favor; GC = Goles en contra; Pts = Puntos; DG = Diferencia de goles

### Eerste Klasse Norte
| Pos | Equipo          | PJ | PG | PE | PP | GF | GC | Pts | DG  | Notas                                     |
| --- | --------------- | -- | -- | -- | -- | -- | -- | --- | --- | ----------------------------------------- |
| 1   | Be Quick 1887   | 18 | 16 | 2  | 0  | 75 | 24 | 34  | +51 | Clasificado al grupo final por el título. |
| 2   | GVAV Rapiditas  | 18 | 11 | 3  | 4  | 43 | 20 | 25  | +23 |                                           |
| 3   | Veendam         | 18 | 11 | 2  | 5  | 50 | 25 | 24  | +25 |                                           |
| 4   | Velocitas 1897  | 18 | 8  | 3  | 7  | 35 | 33 | 19  | +2  |                                           |
| 5   | HSC             | 18 | 8  | 1  | 9  | 35 | 42 | 17  | -7  |                                           |
| 6   | Sneek Wit Zwart | 18 | 6  | 2  | 10 | 24 | 37 | 14  | -13 |                                           |
| 7   | Achilles 1894   | 18 | 5  | 3  | 10 | 48 | 51 | 13  | -3  |                                           |
| 8   | VV Hoogezand    | 18 | 5  | 3  | 10 | 34 | 41 | 13  | -7  |                                           |
| 9   | VV Leeuwarden   | 18 | 4  | 4  | 10 | 21 | 44 | 12  | -23 |                                           |
| 10  | LVV Friesland   | 18 | 4  | 1  | 13 | 29 | 77 | 9   | -48 | Descendido a la segunda división.         |

PJ = Partidos jugados; PG = Partidos ganados; PE = Partidos empatados; PP = Partidos perdidos; GF = Goles a favor; GC = Goles en contra; Pts = Puntos; DG = Diferencia de goles

### Eerste Klasse Sur
| Pos | Equipo         | PJ | PG | PE | PP | GF | GC | Pts | DG  | Notas                                     |
| --- | -------------- | -- | -- | -- | -- | -- | -- | --- | --- | ----------------------------------------- |
| 1   | PSV Eindhoven  | 18 | 10 | 5  | 3  | 47 | 29 | 25  | +18 | Clasificado al grupo final por el título. |
| 2   | BVV Den Bosch  | 18 | 9  | 3  | 6  | 55 | 42 | 21  | +13 |                                           |
| 3   | NOAD           | 18 | 8  | 4  | 6  | 54 | 38 | 20  | +16 |                                           |
| 4   | NAC            | 18 | 9  | 2  | 7  | 44 | 34 | 20  | +10 |                                           |
| 5   | LONGA          | 18 | 7  | 2  | 9  | 41 | 38 | 16  | +3  |                                           |
| 6   | Juliana        | 18 | 5  | 6  | 7  | 37 | 45 | 16  | -8  |                                           |
| 7   | RFC Roermond   | 18 | 6  | 4  | 8  | 36 | 49 | 16  | -13 |                                           |
| 8   | Bleijerheide   | 18 | 5  | 6  | 7  | 31 | 50 | 16  | -19 |                                           |
| 9   | FC Eindhoven   | 18 | 6  | 3  | 9  | 38 | 51 | 15  | -13 |                                           |
| 10  | MVV Maastricht | 18 | 6  | 3  | 9  | 38 | 45 | 15  | -7  |                                           |

PJ = Partidos jugados; PG = Partidos ganados; PE = Partidos empatados; PP = Partidos perdidos; GF = Goles a favor; GC = Goles en contra; Pts = Puntos; DG = Diferencia de goles

### Eerste Klasse Oeste-I
| Pos | Equipo              | PJ | PG | PE | PP | GF | GC | Pts | DG  | Notas                                     |
| --- | ------------------- | -- | -- | -- | -- | -- | -- | --- | --- | ----------------------------------------- |
| 1   | AFC Ajax            | 18 | 14 | 2  | 2  | 47 | 18 | 30  | +29 | Clasificado al grupo final por el título. |
| 2   | Xerxes              | 18 | 9  | 3  | 6  | 59 | 35 | 21  | +24 | [Oeste-II]                                |
| 3   | Blauw-Wit Amsterdam | 18 | 8  | 5  | 5  | 30 | 22 | 21  | +8  | [Oeste-II]                                |
| 4   | Stormvogels         | 18 | 8  | 2  | 8  | 32 | 26 | 18  | +6  | [Oeste-II]                                |
| 5   | DFC                 | 18 | 7  | 4  | 7  | 38 | 43 | 18  | -5  |                                           |
| 6   | DHC Delft           | 18 | 7  | 3  | 8  | 39 | 48 | 17  | -9  | [Oeste-II]                                |
| 7   | SBV Excelsior       | 18 | 7  | 2  | 9  | 41 | 42 | 16  | -1  |                                           |
| 8   | CVV Mercurius       | 18 | 6  | 4  | 8  | 25 | 40 | 16  | -15 | [Oeste-II]                                |
| 9   | ADO Den Haag        | 18 | 5  | 4  | 9  | 20 | 30 | 14  | -10 |                                           |
| 10  | RCH                 | 18 | 2  | 5  | 11 | 18 | 45 | 9   | -27 | Descendido a la segunda división.         |

PJ = Partidos jugados; PG = Partidos ganados; PE = Partidos empatados; PP = Partidos perdidos; GF = Goles a favor; GC = Goles en contra; Pts = Puntos; DG = Diferencia de goles
[Oeste-II] Equipos trasladados a la división Oeste-II para la próxima temporada.

### Eerste Klasse Oeste-II
| Pos | Equipo           | PJ | PG | PE | PP | GF | GC | Pts | DG  | Notas                                     |
| --- | ---------------- | -- | -- | -- | -- | -- | -- | --- | --- | ----------------------------------------- |
| 1   | Feijenoord       | 18 | 15 | 1  | 2  | 66 | 23 | 31  | +43 | Clasificado al grupo final por el título. |
| 2   | DWS              | 18 | 14 | 1  | 3  | 41 | 22 | 29  | +19 | [Oeste-I]                                 |
| 3   | HFC Haarlem      | 18 | 7  | 4  | 7  | 48 | 47 | 18  | +1  |                                           |
| 4   | VSV              | 18 | 8  | 2  | 8  | 37 | 41 | 18  | -4  | [Oeste-I]                                 |
| 5   | Sparta Rotterdam | 18 | 7  | 2  | 9  | 38 | 37 | 16  | +1  | [Oeste-I]                                 |
| 6   | KFC              | 18 | 5  | 6  | 7  | 38 | 44 | 16  | -6  | [Oeste-I]                                 |
| 7   | HBS Craeyenhout  | 18 | 5  | 5  | 8  | 34 | 46 | 15  | -12 |                                           |
| 8   | Hermes DVS       | 18 | 5  | 4  | 9  | 27 | 41 | 14  | -14 |                                           |
| 9   | VUC              | 18 | 5  | 3  | 10 | 26 | 43 | 13  | -17 | [Oeste-I]                                 |
| 10  | ZFC              | 18 | 3  | 4  | 11 | 19 | 30 | 10  | -11 | Descendido a la segunda división.         |

PJ = Partidos jugados; PG = Partidos ganados; PE = Partidos empatados; PP = Partidos perdidos; GF = Goles a favor; GC = Goles en contra; Pts = Puntos; DG = Diferencia de goles
[Oeste-I] Equipos trasladados a la división Oeste-I para la próxima temporada.

### Grupo final por el título
| Pos | Equipo        | PJ | PG | PE | PP | GF | GC | Pts | DG  |
| --- | ------------- | -- | -- | -- | -- | -- | -- | --- | --- |
| 1   | AFC Ajax      | 8  | 7  | 0  | 1  | 20 | 10 | 14  | +10 |
| 2   | Feijenoord    | 8  | 5  | 0  | 3  | 21 | 9  | 10  | +12 |
| 3   | PSV Eindhoven | 8  | 3  | 0  | 5  | 15 | 22 | 6   | -7  |
| 4   | Be Quick 1887 | 8  | 3  | 0  | 5  | 12 | 21 | 6   | -9  |
| 5   | Go Ahead      | 8  | 2  | 0  | 6  | 8  | 14 | 4   | -6  |

PJ = Partidos jugados; PG = Partidos ganados; PE = Partidos empatados; PP = Partidos perdidos; GF = Goles a favor; GC = Goles en contra; Pts = Puntos; DG = Diferencia de goles
|                         |
| Campeón Ajax 6.° título |